# UNDERTALE
『UNDERTALE』（または『Undertale』、アンダーテイル、アンダーテール）は、トビー・フォックス (Toby Fox) 制作によるアメリカ合衆国のコンピュータRPG。インディーゲームとして制作され、2015年9月15日にMicrosoft WindowsおよびmacOS向けに発売された。本記事では日本を含む地域でも発売された移植版についても記述する。

## 概要
本作はタイトルが示す通り、地上から隔絶された地底世界（the Underground）が舞台の物語（tale）である。プレイヤーは、モンスターたちの住む地底世界に落ちてしまった「ニンゲン」の子供を操作し、地上に帰るために様々なモンスターと出会い、ふれあいながら冒険を繰り広げていく。
本作は「誰も死ななくていいやさしいRPG」をキャッチコピーにしており、必ずしもバトルでモンスターを倒す必要がない点がシステム上の大きな特徴である。一般的なゲームのようにモンスターを攻撃して倒すこともできるほか、モンスターに話しかけたりいろいろと働きかけたりすることで戦闘を平和的に終わらせることもでき、プレイの中でモンスターを殺すのか逃がすのか、その選択に応じてゲームの展開やエンディングが変化するようになっている。また、戦闘には一般的なRPGのコマンド選択式のバトルに、シューティングゲームの要素を組み合わせた独自のシステムを採用していることから、「2DシューティングRPG」と呼ばれることもある。このほかにもレトロゲーム調のあたたかみのあるグラフィックや、独特な世界観、個性的なキャラクターなども本作の魅力の一つであるとされる。
本作は、アメリカ人の作曲家兼ゲーム開発者であるトビー・フォックスによって開発されたインディーズタイトルであり、グラフィックの一部分を除けば、ゲーム全編をほぼ1人だけで開発した。製作資金はクラウドファンディングで調達され、開発には2年以上が費やされた。影響を受けた作品としてトビーはコメディ番組の『Mr.ビーン』を挙げている。また、様々な日本のゲーム作品からも影響を受けているとコメントしており、『MOTHERシリーズ』、『マリオ&ルイージRPGシリーズ』、弾幕シューティングゲームの『東方Project』、『真・女神転生』、『ブランディッシュ』、『洞窟物語』を挙げている。特に『MOTHERシリーズ』関しては受けた影響について、「僕が日本のゲーム、とくに『MOTHER』シリーズをプレイして影響を受けた点は、映画や本やテレビにはできない方法で、感情を揺さぶってくれるところだと思います。『MOTHER』シリーズ、とくに『MOTHER3』は、ユーモアとシリアスさのバランスが絶妙で……。あまりシリアスじゃないところでは、まるでゲームと友だちになったみたいに感じる。だからこそ、悲しい場面になると、余計に心に刺さるんですよね。」と語っている。
本作はレビュアーに高く評価されており、とりわけ称賛を集めているのが、シナリオ・キャラクター・直感的な戦闘システムである。売上は100万本以上を記録、ゲーム系メディア主催のゲーム・オブ・ザ・イヤーをはじめとして、海外・国内問わず複数の年間ゲーム大賞にノミネートされている。
また、2018年10月31日より同じくトビー・フォックスによる『UNDERTALE』の姉妹編であるとされる『DELTARUNE』（デルタルーン）のチャプター1の配信が開始された。プレイは無料。2021年9月17日にDELTARUNEのチャプター2の配信が開始された。こちらもプレイは無料。

## システム
このゲームは、見下ろし型のRPGである。プレイヤーはモンスターの住処となった地底世界の町や洞窟を探索し、地上世界へ帰還することを目指す。プレイヤーはある1人の子供を操作し、行く手をさえぎるパズルを解いたり、モンスターに戦いを挑まれたりしながらストーリーを進めていく。戦闘ではモンスターを殺したり、逆に逃がしたり友達になったりすることもでき、プレイヤーの決断次第である。
イベントやランダムエンカウントでモンスターと遭遇すると、バトルモードが始まる。プレイヤーが戦闘中に取ることのできる行動は「たたかう（FIGHT）」「こうどう（ACT）」「アイテム（ITEM）」「みのがす（MERCY）」の4つに大別される。「たたかう」でモンスターに攻撃を仕掛ける場合は、プレイヤーはタイミングよくボタンを押すことでダメージを上げることができる。敵を倒すとEXPとゴールドが手に入る。
「こうどう」を選択すると、敵に対して非暴力的な行動を取ることができる。選べる行動の内容は、敵によってさまざまである。敵に対して適切な行動をとると、「みのがす」で敵を「にがす（Spare）」選択肢が有効になり、殺すことなく戦闘を終えることができる（この場合はゴールドのみを得る）。ボス戦の構成は若干異なっており、このバトルの中でモンスターはプレイヤーと会話を交わすことになる。これを平和的に切り抜けるためには、基本的にこの会話が続くまでの間、HPを守り続ける必要がある。このプレイを通じ、プレイヤーはモンスターの振る舞い方や考え方を理解するようになっていく。
モンスターの攻撃パートは弾幕系シューティングのようなシステムになっており、赤いハートマーク（プレイヤーの自機）を操作して、モンスターの攻撃に当たらないよう避ける。ゲームが進むにつれて新しい要素が加わる。たとえば、色がついている攻撃は、動かずにやり過ごしたり、逆に止まらず動いてすり抜けたりしなくてはいけない。さらに、一部のボス戦ではハートマークの操作方法自体が変わる。
さらに、本作ではメタフィクション的な要素がたびたび登場し、システム面・ストーリー面の両面で重要な役割を果たしている。たとえば、二周目以降のプレイでは、以前の周回プレイで取った行動に応じてボス戦での会話内容が変わったりもする。
本作の特徴は、敵を殺したのか逃がしたのかによって、ストーリーが分岐したりエンディングが変化したりするという点にある。もちろん、敵を一体も殺さずにゲームクリアすることも可能である。また、敵の攻撃はプレイヤーの接し方しだいで変わる。攻撃以外を選択すれば、基本的に敵の攻撃の手は緩むことが多い。逆に、攻撃を仕掛ければ熾烈になっていく。

## ステージ
いせき（Ruins）
プレイヤーが最初に通るワールド。出会うモンスターはフラウィ、トリエル、ナプスタブルークなど。
地底の世界の辺境にある遺跡で、トリエルが管理人を務める。長い廊下や特徴的な柱、地下室などが多く、出口付近にはトリエルの家がある。トリエルの家の真ん中には出口につながる地下道への入り口があり、出口はトリエルとの戦闘後に開放される。
最初のワールドだけあってゲームのチュートリアル的な要素が多く、ゲームの基本操作を学ぶこととなる。
スノーフル（Snowdin）
いせきを超えた先にある集落。常に雪がチラチラ降っており、森林が広がっているものの、長い吊り橋を超えた先には街があり、店でのアイテムの購入やホテルでの宿泊が可能。出会うモンスターはサンズ、パピルス、モンスターの子など。
吊り橋を渡る前にはパピルスがプレイヤーにパズルを仕掛けてきて、解きながら進んで行く。パピルス戦後にその先へと通行とサンズ・パピルスの家への訪問が可能となるが、その後も渡し守などを利用して訪れることは可能である。
ウォーターフェル（Water fall）
輝く結晶が光る薄暗い洞窟を進んでいくステージ。登場するモンスターはアンダイン、ガーソン、スノーフルから来たモンスターの子など。隠しエリア「手ミーむら（テミー村）」や、アンダインやナプスタブルークの家がある。随所にある、エコーフラワーや壁のパネルは、調べると物語の真相を多少知ることが出来る。
ホットランド（Hot land）
溶岩の流れる灼熱のステージ。非常に気候が厳しく、コップに入った水がたちまち蒸発してしまうほど。登場するモンスターはアンダイン、ロイヤル・ガードの2人、メタトン（本ステージの随所に登場）、アルフィー、マフェットなど。
アンダインとの戦闘中にはいることになるステージ。辺境にアルフィーの研究所・ラボがあり、ラボのエレベーターで上層部へと登っていく。
ラボ（Lab）
アルフィーの研究所。上層部へと続くエレベーターがあり、これを利用することでコアとニューホームへとたどり着くことができる。
しんじつのラボ（True Lab）
2周目以降で開放される、ラボの奥にあるステージ。アルフィーが過去に行っていた研究について説明されており、Pルートをクリアする上で必須となる。
コア（Core）
ホットランドの最上部にある。レーザーなどの仕掛けが多く登場するステージ。ニューホームへと向かうために必ず通るステージで、最奥部にはメタトンEX（GルートではメタトンNEO）が待ち構えている。道中にはシューティングゲームのようなミニゲームが多く存在する。戦闘後にエレベーターを利用することでニューホームへと進める。
ニューホーム（New home）
地底の王国の首都で、本作の最終ステージ。灰色の建物の街が広がっている。人口も多いようだがアズゴア以外のモンスターとの戦闘は起こらず、N・Pルートではモンスターたちが随所に現れて、アズゴアの過去やアズリエル、最初の人間（キャラ）について語る。
最奥部にアズゴアの城があり、トリエルの家と似たような構造をしている。地下道へと降りるとそこに黄金の光が差し込む「最後の回廊」がある。ここではサンズが待ち構えていて、プレイヤーの今までの殺害数を元に判定を下す（Nルートのみ、Gルートではサンズとの戦闘に移行する）。その先に「謁見の間」があり、ここでアズゴアとの戦闘となる。

## ストーリー
プロローグ
かつて地球では「ニンゲン」と「モンスター」と呼ばれる二つの種族が対等に暮らしていた。やがて2つの種族の間で戦争が起こり、長い戦いの末に勝利を収めたニンゲン側が地上を支配する一方で、モンスターは地底へと追いやられた。そしてニンゲンは地上と地底を繋ぐ唯一の入口であるイビト山のゲートを魔法のバリアで封印し、モンスターたちを地底に閉じ込めた。『UNDERTALE』の舞台となる「ちていのせかい」は、そのモンスターたちの領界である。ゲームは、201X年に1人のニンゲンの子供が地底に落ちるところからスタートする。
ニンゲンである主人公は、フラウィという言葉をしゃべる花に出会う。フラウィは、主人公の「タマシイ」は今は脆弱だが、「LV」または「LOVE」を上げれば強くなることができるのだという。さらにフラウィは、自分の「なかよしカプセル」（弾丸）を食らうと「LV」を得られると告げるが実際はそれは嘘であり（このゲームでは、実際にはモンスターを倒して「EXP」を得ることで「LV」を上げられる）、フラウィは弾丸を用いて主人公を殺しにかかる。主人公は危ういところをヤギのモンスター、トリエルに救出される。トリエルは母親のようにやさしくふるまい、パズルの解き方やモンスターを殺さずに戦闘を切り抜ける方法を教えてくれる。彼女は主人公を養子に迎えることで自分のもとへ置いておき、ニンゲンの「タマシイ」を狙う地底世界の王、アズゴア・ドリーマーの手から守ろうとしていた。しかし、やがて主人公は地上に戻るためトリエルのもとを去り、アズゴアの城を探しに向かう。地底世界を封印するバリアはアズゴアの城にあり、そこから地上へ戻ることができるのである。
主人公は旅の途中で多くのモンスターと出会う。地底世界の見張り役を務めるスケルトンの兄弟サンズとパピルス、王国騎士団（ロイヤルガード）のリーダーとして主人公を狙うアンダイン、王宮直属の科学者アルフィーと、彼女が作り上げたテレビ司会者ロボットのメタトン、ホットランドにいる蜘蛛の女王マフェット、旅の途中で度々出会うナプスタブルーク、モンスターの子、ぷんすかマネキンなどである。うち何人かとは戦闘になり、殺すのか、あるいは慈悲を見せるのか選択を迫られ、そのたびに主人公は「ケツイ」を力へと変え、困難に立ち向かっていく。
旅を続けるなかで、かつてニンゲンとモンスターとの間に何が起こったかが明らかになっていく。その昔アズゴアとトリエルはモンスターたちの王と王妃として国を治めており、また、ふたりの間には実の息子、アズリエルがいた。ある日、アズゴアたちは地底世界に落ちてきた一人のニンゲンの子供を保護し、家族として迎え入れるが、やがてそのニンゲンの子供は重い病気にかかり亡くなってしまう。その子供を特に慕っていたアズリエルは、子供のタマシイを吸収することで得た力でバリアを抜け、遺体をニンゲンたちのもとへ返しに行くが、アズリエルが子供を殺したと勘違いした外界のニンゲンたちの襲撃を受けて致命傷を負い死んでしまう。最愛の子供を一度に二人も亡くしてしまったアズゴアはニンゲンたちへの復讐を決心し、争いを嫌うトリエルは彼と袂を分かつ。現在アズゴアはニンゲンたちへ戦争を仕掛けようと目論んでおり、バリアを破るために必要なニンゲンのタマシイを集めていた。バリアを破壊する絶対的な力を手に入れるには、ニンゲンのタマシイを7つ吸収することが必要である。主人公のように落ちてきたニンゲンたちから奪ったタマシイを保存することで、すでに6つが集まっている。アズゴアは最後の一つとして、主人公のタマシイを得ようとしている。
ゲームのエンディングは、プレイヤーがモンスターとの戦闘にどう対処してきたかによって決まる。
Neutral Route（中立ルート、以下「Nルート」）
モンスターを1体でも殺していた場合や、誰も殺していないがPルートの条件を満たしていない場合は、次のようなエンディングとなる（一周目ではアルフィーの『しんじつのラボ』に行くことができないのでほぼ確実にこのルートになる）。
主人公はアルフィーの研究所の出口で、ボスモンスターのタマシイを奪わなければバリアを越えられないという事実を知る。つまり、アズゴアを倒す必要があるのだ。王宮でのアズゴアとの対面を前にサンズが現れて主人公を呼び止め、「LOVE」とは「Level Of VIOLENCE」（ぼうりょくレベル）、「EXP」とは「EXecution Points」（エクセキューターポイント）の頭文字だったという事実を明かす。魔法で体が構成されているモンスターは、高いLOVEすなわち冷酷な心の持ち主の攻撃に弱いのである。
その後、主人公はアズゴアと対決する。決着後、アズゴアは自分がタマシイを得ていた理由を語り、プレイヤーに自分を殺しタマシイを吸収するように告げる。プレイヤーはアズゴアにとどめを刺すか、和解するか選択を迫られるが、どちらを選んでも直後にフラウィが割り込み、瀕死のアズゴアの魂を滅ぼして6つのタマシイを奪う。タマシイを吸収したことにより、強大な力を手に入れ、主人公からセーブ・ロードの能力をも奪ったフラウィは、主人公と対戦し、翻弄する。ところが、主人公の決死の働きかけによってタマシイたちはフラウィに歯向かい、6つのタマシイの力を借りた主人公はついにフラウィを打ち負かす。決戦後、力を失ったフラウィを殺すか否か選択した主人公は、ついに地上へ帰還する。
スタッフロール後、サンズが電話をかけてきて、ニンゲンがいなくなったあと、アズゴア無き地底世界がどうなったのか教えてくれる。主人公の地下での行いによって電話の内容は異なる。フラウィを逃がしていた場合、画面上にフラウィが現れ、Pルートへのヒントを与える。
True Pacifist Route（真の平和主義者ルート、以下「Pルート」）
プレイヤーがモンスターを1体も倒しておらず、さらに過去の周回プレイでNルートをクリアしている場合やボスモンスター達との友好度を高めていると、主人公はアルフィーの研究所「しんじつのラボ」で、彼女が行っていた研究の全貌を知る。
彼女は、ニンゲンのタマシイが死後も存続し、これほど強い力を持つのは、彼らのタマシイの持つ「運命を変え、生き続けたいという強い意思」が原因であることを解明し、それを「ケツイ」と命名する。彼女は、これをモンスターの体に注入することでモンスターのタマシイを強化しようとするが、モンスターの肉体がケツイに耐えられず異形の怪物（アマルガムと呼ばれている）になってしまう。なおこの実験の時に「タマシイをいれる『うつわ』が必要」と考えたアルフィーは城の庭園にあった花にケツイを注入するが、その花にはアズリエルの塵がかかっていたため、花がアズリエルの生まれ変わりとして生成された。
その後、アズゴアのもとにたどり着いた時、遺跡にいたトリエルが現れて主人公とアズゴアとの戦闘を止める。旅の途中で友達になってきたモンスターたちもその輪に加わるが、そこへフラウィが襲いかかる。フラウィは、ニンゲンの6つのタマシイと、すべてのモンスターのタマシイを吸収して神にも等しい力を手にし、本来の姿であるアズリエルの姿へと戻り、主人公に戦闘を仕掛ける。アズリエルの猛攻の中、主人公は吸収されたタマシイと心で通じ合い、記憶を取り戻させる。これによりアズリエルはモンスターたちの主人公への愛を感じ始め、また主人公は彼自身をも救おうとしていることに気づき、幸せだった過去を思い出して戦意を喪失する。
その後、アズリエルは主人公がかつて自分と友達になった最初に落ちたニンゲンではなく、「フリスク（Frisk）」という別人であったことに気づく。アズリエルは子供の姿に戻った後、モンスターたちのタマシイを開放すると同時にバリアを破壊し、自分の行いに後悔をにじませながら去っていく。
やがてフリスクは意識を失うが、やがて目を覚まし、友達に囲まれていることに気づく。トリエルの勧めで今まで会ってきたモンスター達に別れを告げたフリスクはモンスターたちと共に地上に戻り（選択肢によってはモンスターとニンゲンの友好大使に任命される）、ニンゲンたちとふたたび一緒に暮らし始める。
このルートでのクリア後にもう一度ゲームを始めようとした際に、フラウィの姿に戻ったアズリエルが、みんなをそっとしておくよう忠告する。
Genocide Route（殺戮ルート、以下「Gルート」）
全てのエリアで殺害可能なモンスターを殺し尽くした場合に見ることができる。
主人公は殺人鬼としてモンスターたちから恐れられるようになり、町の住人の殆どはアルフィーの研究所などに避難する。アンダインやメタトンといった一部のモンスターは、他のモンスターたちを守るため主人公の前に立ちはだかるが、LOVEの高まった主人公に葬られる。
主人公がアズゴアの城にたどり着くと、王宮への道中にフラウィが現れ、自分がこうなった経緯について話し始める。
自らの肉体を失い、フラウィの姿となったアズリエルは両親と再会するが、アズリエルは肉体のみならず、感情までも失っていた。感性を取り戻そうとトリエルやアズゴアに協力を頼んだが、結局その願いはかなわず、やがて放浪するようになる。心を失って絶望し、生きている意味もないと考えたフラウィは自殺を試みるが、気がつくと元いた庭に生きて戻ってきていた。これはセーブポイントでロードしたからであると気づいたフラウィは、自分が特別な力ーーー「セーブ」と「ロード」を持つことを悟る。
最初はその力を利用し、モンスターの悩みを解決するなどの活動をするも、やがて彼らが「作られた存在に過ぎないもの」であることに気づく。その後は好奇心に従い、全員を殺すなど、様々な行動を取るが、やがてそれらも知り尽くしてしまい、ゲーム世界に興味をなくす。しかし、主人公（プレイヤー）と出会ったあと、彼が自分と似た能力を持つニンゲンだということを知ると、地上に出ても主人公さえ一緒に居てくれれば今後は平穏に暮らしていくのも悪くないという本心を明かす。しかし、虐殺を繰り返してきた主人公を見たフラウィは、主人公が共感者どころか自分の手に負えない、真に危険な存在であることに気づき、怯えて去っていく。
「さいごのかいろう」では、他のルートでは戦うことのないサンズが戦闘を仕掛けてくる。主人公が「ケツイ」の力によりセーブとロードを行って時間を巻き戻すことができることに気づいているサンズは、主人公がどんな行動をしても警告をしたり平和的な道を促したりするだけだったが、世界の消滅だけは見過ごせない、と決死の覚悟で主人公を阻止しようとする。
死闘の末にサンズが殺された後プレイヤーはアズゴアと対戦するが、戦う気がないアズゴアはプレイヤーの操作無しで攻撃され致命傷を負う。そこに怯えたフラウィが再び現れ、アズゴアを殺して主人公に協力的な姿勢を見せようとするも、こちらも自動的に容赦なく攻撃され、死亡する。まもなく、極限まで高まったLOVEにより、ある人物が復活を遂げる。それは、最初に落ちてきてアズリエルと友達になったニンゲンであった。プレイヤーのLOVEの化身として復活したそのニンゲンは、「この世界にもう意味はない」として、プレイヤーが望むか否かにかかわらずゲーム世界を破壊する。
その後は、もう一度ゲームを起動しても真っ黒な画面が広がるのみであるが、しばらくすると、「世界を元通りに戻してやるかわりに大切なものをもらう」という取引を持ちかけてくる。この「大切なもの」とは主人公のタマシイのことであり、これに応じてゲームをやり直した場合、全てがリセットされた状態でゲームを再び始めることができるが、Pルート時のエンディングがバッドエンドに近いものへと変更されてしまう。この変更は不可逆的なものであり、たとえゲームを正規手段でリセットしても戻ることはない。
ハードモード
ゲーム開始時に特定の名前（フリスク）を入力すると進むことができる。他のルートより難易度が上がっており、モンスターも進化している（トリエルと一緒に進むときに会うフロギーを除く）。しかし、このルートは遺跡までで、トリエル戦直後に作者のうざいイヌが出てきて、「このルートは終わりだワン」と言われ、トリエルと一緒にパイを焼きに行ったというギャグエンドで締めくくられる。
なお、ここでのハードには途中で終わってしまうという事実を受け入れるのがハードという意味も込められている。

## 登場人物
括弧内は英語版での名称。

### 主要人物
ニンゲン（The Human）
主人公。ゲーム内でプレイヤーが操作するキャラクター。
地底世界を冒険するニンゲンの子供。性別は明確にされておらず、英語版でも代名詞は"They"に統一されている。無表情な人物で、とりわけGルートでは多くのキャラクターから指摘される。
ゲーム開始記事に名前を決めることができるが、基本的にその名前で呼ばれることはなく、モンスターたちからは「ニンゲン」と呼ばれる。Pルートでは本名がフリスク（Frisk）であることが判明する。
フラウィ（Flowey）

主人公が地底世界に来て最初に出会う花のモンスター。
初めて出会った際から主人公に注目し、主人公の動向をひっそりと監視している。
その正体は、アズゴアとトリエルの息子・アズリエル・ドリーマー（Asriel Dreemurr）の遺灰の撒かれた金色の花にケツイが注入されることにより誕生した、彼の生まれ変わりである。最初に落ちたニンゲンとは親友であり義理の兄弟のような関係にあり、以来ニンゲンの世界に強い興味を持っていた。亡くなった親友の遺言を果たすために、地上世界に初めて足を踏み入れるが、ニンゲンの遺体を抱えていたため、「モンスターにニンゲンが殺された」と周囲のニンゲンに勘違いされて攻撃を受け、反撃することなく致命傷を追って逃げ帰り、死亡する。
物語開始時点で既にその体は失われているが、その精神がケツイの力によって花に固着され、フラウィとして生き長らえている。その高いケツイにより、主人公と同じく、セーブやリセットの能力を持っていたが、主人公が地下に落ちてきたことによりその能力を失っている。タマシイを失ったことにより、他人への思いやりのない冷酷な性格へと変貌している。
Pルートでは全てのモンスターのタマシイを奪い取り復活を遂げ、主人公に立ちはだかる。

### ドリーマー家
地底世界における王家。国民から絶大な支持を得ている。
トリエル（Toriel）

主人公が最初に訪れる遺跡の番人を務めるモンスターの女性で、ヤギのような姿をしている。
心優しく母性に溢れ、地底に来たばかりの主人公を自身の住処で保護するが、地底世界から脱出するために外に出ようとした主人公を止めるため立ちふさがる。
アズゴアとは元夫婦だが、現在は関わっていない。彼の考えを良しとしていない彼女の真の目的は、遺跡に落ちてきたニンゲンを匿い、アズゴアに渡さないようにすることであった。Pルートでは、アズゴア戦の直前に現れ、戦闘を未然に防ぐ。
アズゴア・ドリーマー（Asgore Dreemurr）
地底世界の王で、モンスター達から慕われている。
地底と地上を隔てるバリアを無効化するため、7つのニンゲンのタマシイを集めている。地底から脱出しようとする主人公の前に立ちふさがる。
実は厭戦的な性格の平和主義者であったが、アズリエルを失ったことにより、絶望する国民に希望を与える意味でもニンゲンを捕らえる政策を実行するほかなかった。トリエルとは夫婦関係だったが、そのことで意見が対立し、絶縁状態になっている。

### スケルトン兄弟
スノーフルにて初登場し、その後のエリアでもたびたび現れる。特にサンズは物語の進行に重要な影響を与える。
サンズ（Sans)

スノーフルで出会うスケルトン兄弟の兄。怠惰な性格で、骨に関するギャグをよく言う。地底の見張り番をしているが、居眠りをしていることも。
彼のセリフテキストは全て小文字かつ「Comic Sans」というフォントのみで表記されており、名前の由来にもなっている。
Gルートでのみ実質的な最終ボスとして主人公の前に立ちふさがる。
2019年9月5日に大乱闘スマッシュブラザーズ SPECIALにMiiファイター射撃のMiiコスチュームとして登場した。
パピルス（Papyrus）

スケルトン兄弟の弟。几帳面で、やや尊大とすら言えるたいへんな自信家だが、天然ボケで心を鬼に出来ない優しい性格の持ち主。人気者になるため、アンダインにロイヤルガードへスカウトしてもらおうとしているが、その優しすぎる性格のため何度も断られている。
ニンゲンを捕まえればロイヤルガードに入れてもらえるだろうと考え、主人公を捕まえようと立ちふさがるが、その性格のため本気を出してくることはない。
彼のセリフテキストもサンズのように独自の表記がなされており、全て大文字かつ名前の由来でもある「Papyrus」というフォントになっている。日本語版では彼のみ縦書きになる。

### その他の登場人物
アンダイン（Undyne）
アズゴアの親衛隊・ロイヤルガードの隊長を務める勇敢な魚人の女性。
ニンゲンに対しては無慈悲だが、モンスター達からは憧れの的。ニンゲンのタマシイを集めるため、ウォーターフェルにて主人公の行く手に立ちはだかる。戦闘では主に槍攻撃を使用する。
実は料理好きで、気前が良く友達想いな面もある。料理の腕は、彼女自身の粗雑さも災難して決して上手とは言えず、彼女に料理を習っているパピルスもあまり上達していない。
アズゴアへの忠誠心が非常に高く、誰も殺さなかったNルートではアズゴアが故人となるため悲痛な表情を浮かべている。アルフィーとは恋人同然の関係。
ふじみのアンダイン（Undyne the Undying）
Gルートにてニンゲンに殺されそうになるモンスターの子を庇い致命傷を受け、ケツイの力で蘇った姿。殺戮を繰り返す主人公を見て「これはモンスターだけではなくニンゲンの問題でもある」として立ち向かう。Nルートに比べて攻撃力が非常に高い。
アルフィー（Alphys）
恐竜のような姿の女性科学者。シャイな性格でどもった喋り方をするオタク。主人公を家へ帰すためアズゴアまでの道中をサポートする。
アズゴアの専属の研究者。タマシイや「ケツイ」の力に関する実験を行っていた。彼女の研究所には、これまでの実験によって失敗し、モンスター達が融合した生物が暮らしている。アンダインに恋愛感情を抱いているが、実験で失敗し、そのことをひた隠しにしているために自己評価が低く、告白には至っていない。
メタトン（Mettaton）
ホットランドで活躍するテレビスターのロボット。
視聴者達に応えるため、自身のショーに全力を傾けている。ボディはアルフィーが制作しており、普段は箱のような形状だが、人間型のメタトンEXという形態も持つ。通常形態は非常に防御力が高く「たたかう」の攻撃は一切通用しない。
もともとは対ニンゲン用戦闘ロボットであり、アルフィーの研究所にて初登場。クイズショーやクッキングショーなどを通して主人公を殺そうとしてくる。しかしそれは主人公に好印象を持たせようとしたアルフィーによる"やらせ"であり、メタトンはニンゲンを傷つける気などけほども無かった。そしてコアでその事を告げると、今度は自らの手で主人公の魂を奪い取り地上デビューするべく一騎打ちを挑む。
実は純粋なロボットではなく、スターに憧れたあるゴーストが、アルフィーの作ったロボット型のボディに憑依した存在である。完全にボディに憑依しているので、ボディを破壊されると彼のタマシイは通常のモンスターと同じように滅んでしまう。
メタトンEX
コアでの戦闘の際に、アルフィーの指示で背中のスイッチを押した際に発動するメタトンの第二形態。完全なる人型となっており、紫色のボディと長い手足が特徴。
戦闘ではシューティングゲームの要素が取り入れられ、弾幕を自機の弾で破壊する、メタトンの弱点であるハート型コアを攻撃するなどの要素がある。攻撃は通常形態よりも強化されている反面防御は大幅に低下しており、「たたかう」のコマンドで完全に破壊（殺害）することもできる。「たたかう」で攻撃するか弾幕を破壊しつつメタトンの番組の視聴率を一定数まで上げることで戦闘を終了できる。メタトンいわくエネルギー消費が激しい形態らしい。
攻撃せずに戦闘を終了した場合は、「ボクを必要としているファンが大勢いる」ことに気づき地上デビューを延期すると告げ、主人公への激励と視聴者への感謝の言葉を残して機能を停止（「たたかう」を使って破壊した場合は完全に破壊）。Pルートエンディングでは復活した姿がえがかれる。
メタトンNEO
Gルート、もしくはGルートの条件をギリギリで満たしていない場合に登場する、戦闘機能を完全に開放した姿。アルフィー達を守るために主人公に立ち向かう。攻撃力が高いが防御力が極端に低く、主人公の前に一発で倒される。Gルートを満たしていない場合は、その事を安堵しながら消滅する。
さいしょのニンゲン（The First Human）
ゲーム起動時のプロローグに登場する、201X年に地下に落ちたニンゲン。
ドリーマー家に引き取られ、アズリエルと親友となるが、重い病気にかかり、物語開始時点のはるか前に死亡している。ドリーマー家にはいまだに大きな影響を与えている。
Gルートでは極限まで高まったLOVEによって、プレイヤーの化身となって復活し、ゲーム開始時に「おちたニンゲン」に付けた名前を名乗る。主人公とは対照的に、ぱっちりとした目をしている。

## 開発
トビー・フォックスは本作の開発に2.7年を費やした。制作資金は、Kickstarter上のクラウドファンディングキャンペーンを通じて調達された。キャンペーンは2013年6月25日に始まり、当初の目標金額は5,000ドルだった。終了したのは2013年7月25日で、2,398人から51,124ドルが集まった。実に目標金額の10倍以上である。まず、フォックスはゲーム制作システムのGameMaker: Studioで戦闘システムを作り、その後ゲーム本編の制作に入った。フォックスはいわゆるJRPGのファンであるが、古いRPGのデザインにはかねてから退屈しており、そういったものにとらわれないゲームを作りたいと考えていた。開発にあたって目指したのは、「興味をそそられるキャラクター」をゲームに吹き込むこと、そして、「ゲームならではの表現媒体をストーリーテリングの道具として活かし、ストーリーとゲームシステムとを別々のレベルで扱うようなことはしない」ことである。
グラフィックの一部分を除けば、フォックスはほとんど全編を1人で制作した。他人には頼らず作ろうと決心していたのである。しかし、フォックスにはゲーム開発の経験がほとんどなかった。子供のころは、3人の兄弟と一緒に『RPGツクール2000』でゲームづくりを楽しんでいた。しかし、それも完成までこぎつけたことはほとんどなかった。高校時代には『MOTHER2』のROMハックに取り組み、いくつか作品を残した。ゲーム開発のキャリアはそれだけだった。メイン・アーティスティック・アシスタントとしてテミー・チャン (Temmie Chang) が参加し、スプライトとコンセプトアートを多く手がけている。フォックスは考えでは、もっと大人数のアーティストチームが加わっていたとしても、グラフィックの方向性は変わっていなかっただろうという。「プレイヤーが愛着を抱くのは、細かく描き込まれたキャラクターじゃない。シンプルに描かれたキャラクターのほうなんだ。そう確信している」。特に、シンプルなグラフィックを用いると、視覚的なギャグが使いやすいというメリットがあったという。

### ゲームデザイン
バトルシステムのうち敵ターンの攻撃は、『東方Project』をはじめとする弾幕系シューティングゲームや、『マリオ&ルイージRPGシリーズ』に影響を受けている。フォックスは、自分でも楽しめるようなバトルシステムを作りたいと考えた。『UNDERTALE』には、『スーパーマリオRPG』（1996年）や『マリオ&ルイージRPG』（2003年）と同じくらい魅力的なバトルシステムが必要だった。しかし、先述のゲームにみられる、レベル上げやゴールド稼ぎなどの単調な作業をプレイヤーに強制することは一切やめた。いわゆる「おつかいクエスト」(アイテムを何個もってくる、モンスターを何体たおす、のような依頼のこと。多くの場合、前のステージまで戻る必要がある)も入れないようにした。おつかいクエストは、一度来た道を戻らなくてはならないということがあって、フォックスはそれが嫌だった。難易度がやさしめに、楽しめる程度になっているかどうかよく確かめた。弾幕シューティングをやったことのない友人にテストプレイを頼み、初心者でもクリア可能であることを確認した。フォックスは本作の難易度設定に最善を尽くしたと考えており、いまの状態とは別に難易度設定機能などをつけても煩雑になるだけだろうと考えている。
本作の会話システムは、『真・女神転生』（1992年）に着想を得ている。この作品には、プレイヤーがモンスターと会話することで戦いを避けられるというシステムがあった。フォックスはこのシステムを掘り下げようと考え、モンスターとの交渉に失敗した場合は一度バトルを経ないと次に進めないようにした。フォックスはこう言っている。「僕はぜひ一度モンスターと会話をしてみたかったんだ。そういう欲求を満たしてくれるシステムを作ってみたかった」 。システムを開発していくなかで、敵を一度も倒さずにゲームをクリアするというコンセプトは「ごく自然にできあがっていった」。しかし、戦う選択肢そのものをなくそうと考えたことはなかった 。なぜ戦う選択肢を残したのかという質問に対して、フォックスは「それこそがこの作品のテーマの中核」を占めるのであり、プレイヤー自身で答えを考えてほしいと応じている。

### シナリオ
シナリオ中のコミカルな要素は、「Mr.ビーン」のようなコメディ番組や、ネットカルチャーに影響を受けている。また『MOTHER2 ギーグの逆襲』の不気味な雰囲気にも触発されている。しかし、本作に最も強い影響を与えたのは、他の諸々の作品ではなく、「従来のほとんどのゲームで不問に付されてきた発想をひっくり返したい」というフォックスの望みであろう。シナリオ執筆は、キャラクターの話し方と雰囲気が固まってからはずいぶん楽になったとフォックスは語っている。世界観はごく自然に組み上がっていった。ストーリーは世界そのものが自ら語り出してくれるかのようだった。フォックスが特に気を配ったのは、ゲーム中のモンスターがそれぞれ「独立した個人」であるかのように感じられるようにすることだった。インタビューでは『ファイナルファンタジーシリーズ』を引き合いに出し、「『ファイナルファンタジー』みたいなRPGのモンスターは全部同じように見えるんだ。そこになんの意味も感じられない」と述べている。
ゲーム中、最初に出会うキャラクターの1人がトリエルであるが、彼女はゲームでよくあるチュートリアルキャラクターのパロディになっている。フォックスは、『ゼルダの伝説 スカイウォードソード』（2011年）のナビキャラクター、ファイの使い方に強い不満を感じていた。謎ときの答えをすぐにばらしてしまうことが多かったからである。その一方で、RPGには一般的に母親のキャラクターが少なすぎるとも感じていた。フォックスには、『ポケットモンスターシリーズ』や『MOTHER』、『MOTHER2』に登場する母親は、「キャラクターというよりは象徴的な存在」であるように感じられた。そこで、トリエルのキャラクター像は、「自らすすんでお母さんらしくふるまうお母さん」を目指して、また「心の底からプレイヤーのことを気遣ってくれる」キャラクターを目指して作られることになった。

### 音楽
本作のサウンドトラックは、全編フォックスが単独で制作した。フォックスは独学のミュージシャンである。サウンドトラックは特に、『MOTHER2』をはじめとするスーパーファミコンRPGの音楽や、Webコミックの『Homestuck』の影響を受けている。また、フォックスは『東方Project』の作者ZUNとの対談にて、同作からはゲーム性のみならず音楽においても特に大きな影響を受けた事を明かしており、音楽性ならびに同作の特徴的な旋律『ZUNペット』を多く用いている。
『Homestuck』にはフォックスも音楽を提供している。ただフォックスは、特定の作品の音楽だけではなく、これまで聴いてきた音楽、とりわけビデオゲームの音楽 はすべて取り込もうと努力したとも述べている。サウンドトラック中、90%以上の楽曲は本作だけのために作曲された。ただし、サンズとの戦いで流れる「MEGALOVANIA」だけは完全な例外であり、過去に『MOTHER2』のROMハックと『Homestuck』で使用された楽曲のアレンジである。どのシーンでも必ず、プログラムより先に楽曲を作るようにしたという。こうすることで、シーンの演出もやりやすくなった。フォックスは当初トラッカーで作曲しようとしていたが、使うのが難しかったので、結局楽曲の各パートを別々に再生し、それを1つのトラックにまとめることにした。
批評家はサウンドトラックに好意的で、音楽の存在がゲーム自体の成功にも大きく貢献したと受け止められている。特に高い評価を得ているのは、キャラクターやロケーションごとのライトモティーフがすみずみにわたって使い尽くされている点である。中でもアズリエル戦での曲、「Hopes and Dreams」は評価が高く、USGamerのナディア・オックスフォードは「既出の曲を用いてまったく新しい経験を生み出す」フォックスの手腕はサウンドトラック全体を通じて発揮されているが、「Hopes and Dreams」では特にその能力が表れており「冒険を締めくくる最高の曲」であると評している。また、GameSpotのテイラー・ヒックスは、チップチューンを引き合いに出して、本作の音楽と比較検討している。

## 各プラットフォームでの発売日
2015年9月15日、海外でMicrosoft WindowsおよびOS X向けに発売された。2016年1月にはパッチが公開され、バグが修正されるとともに、青色の攻撃の色味が変更され、色覚異常のひとに配慮されたつくりになった。
2017年8月16日にPlayStation 4、PlayStation Vita版が日本も含め発売。日本版はハチノヨンより同年8月16日にダウンロード用ソフトとして配信された。日本語化されたトレイラーも公開されている。遅れて、既に英語版が配信されているPC版についても、Steam版が同年8月22日からアップデートにより日本語対応となった。 
2018年1月11日、日本語版PS4/Vita/PCのパッケージ版がFangamer Japanの通信販売限定で発売され、同年5月24日に一般発売された。PC版はWindows/MacOS/Linux(SteamOS)上で単体で動作し、ダウンロード版と違いSteamのインストールを必要としない。また、フォックスは他のプラットフォームで発売することに意欲を示しているが、ゲームエンジンが任天堂のプラットフォームをサポートしていないため、移植のためにはプログラミングをやり直す必要があると述べていた。
2018年3月9日、ハチノヨンよりNintendo Switch版が年内に発売されること、ゲームエンジンがNintendo Switchに対応することが発表され、同年9月15日に発売された。
2021年3月16日に、突如ツイッターでXbox One版（Xbox Series X/Sでも後方互換機能でプレイ可能）が日本語版を含め発売されることが発表され、同日配信された。
2023年10月26日、Xbox One版のパッケージ版が発売。

## 関連グッズなど
他にも『UNDERTALE』関連のメディア・商品が出ており、キャラクターのフィギュアやぬいぐるみも販売されている。オフィシャルサウンドトラックは、2015年にゲーム本編と同時に発売された。また、カバーアルバムが2枚出ている。2015年にはRichaadEBとAce Watersのメタルアルバム「Determination」が、2016年にはCarlos Eieneのジャズアルバム「Live at Grillby's」が発売された。

## 評価
本作は批評家の称賛を受け、早くもカルトゲームの1つとみなされるようになっている。レビュー集積サイトのMetacriticには42本のレビューが掲載されており、平均点は92/100である。これは、2015年のWindowsゲームランキングでは3位に位置する。特に評価を受けているのが、シナリオ、戦闘システム、ユニークなキャラクターである。GameSpotのテイラー・ヒックスは「近年もっとも先進的かつ斬新なRPGの1つ」と述べ、IGNのカリー・プレイギは「見事に練り上げられたゲーム体験」と評価している。Steam Spyの調査速報によれば、本作はSteamでの2015年のベストセラーランキングに入っており、この年の売上は530,343本だった。2016年2月はじめには100万本に到達している。
Game Informerのダニエル・タックは、戦闘システムが「非常に微妙なところまで作りこまれている」ことを評価しており、敵キャラ一体一体とのエンカウントがそれぞれユニークであると述べている。Giant Bombのオースティン・ウォーカーは戦闘面での複雑さを評価しており、「型破りかつ巧妙で、なかには実に難易度の高いバトルもある」と評している。The Escapistのベン・クロショーは「ターン制の戦闘要素とリアルタイムの戦闘要素の組み合わせはホントにうまく効いている」と称賛 。IGNのプレイギは、会話によって戦闘を回避するというシステムを高く買っている。ボストン・グローブのジェシー・シンガルが評価しているのは、攻撃以外の行動を選んでいるうちにいつのまにかモンスターに感情移入してしまうという点である。このような部分が『UNDERTALE』の「深い部分にある、根本的なやさしさ」を示していると述べている。
シナリオ・物語もやはり称賛を受けている。IGNのプレイギは「素晴らしい」と述べている。The Escapistのクロショーは、2015年でシナリオが最もよかったゲームとして『UNDERTALE』を推しており、「陽気で楽しいんだけれど、それだけじゃなく、終盤は本当に心に響くところもある」と評価している。デストラクトイドのベン・デイヴィスは、キャラクターとコメディの扱いを評価しており、また本作の空気感・キャラクター・ストーリーテリングを『洞窟物語』（2004年）と比較している。PC Gamerのリチャード・コベットのコメントも同様で、「ジョークが、一見弱点になりそうな場面でもちゃんとうまく機能している」。
グラフィックについては賛否両論ある。Giant Bombのウォーカーは「シンプルだが雄弁」と評している。IGNのプレイギの見解では、グラフィックは「きれいな部分ばかりではない」「見苦しいところもある」が、音楽とアニメーションがその点を補っていたとも述べている。The Escapistのクロショーは「最低限というか必要な機能を満たしている程度。ひとことで言ってしまえば、ダメ」と評する。一方で、グラフィックを気に入っているレビュアーもいる。Game Informerのダニエル・タックは、ビジュアルがキャラクター・設定によくマッチしているという感触を述べており、PC Gamerのリチャード・コベットも、ビジュアルによって感動をうまく伝えることに成功していると評価している。
日本国内では、Automatonのレビュー記事において開発者の「人の心を揺さぶる才能」が高く評価されており「Toby Foxは“ビデオゲーム演出の天才”である」とコメントされている。米津玄師は、このゲームをプレイした際いたく感銘を受け、ゲームの勝手なイメージソングとして『ごめんね』を作曲してしまった。かなり気に入っており、「Flamingo/TEENAGE RIOT」のB面に収録してしまうのがもったいないと感じ「トリプルA面にしてしまおうよ」と言い張り、スタッフを困らせたと言う。2021年12月27日にテレビ朝日系列で放送された「国民5万人がガチ投票！テレビゲーム総選挙」 では13位にランクインした。これはインディーゲームとしては最高の順位であり、この結果を受けてトビー・フォックスは自身のツイッターで感謝の言葉を述べている。

### 受賞
本作は、ゲーム系メディア主催の賞を複数受賞している。ノミネート回数も多い。The JimquisitionとZero Punctuationではゲーム・オブ・ザ・イヤーに選ばれ、Rock, Paper, Shotgunではゲーム・オブ・ザ・マンスに選ばれた。GameFAQsでは投票でオールタイム・ベストに選ばれ、DestructoidとIGNでは年間最優秀PCゲーム賞に選ばれた。Independent Games Festival Awardsでは観客賞を、SXSWゲーム賞では「もっとも達成度の高かったクラウドファンディング・ゲーム」に指名され、マシュー・クランプ文化イノベーション賞 (the Matthew Crump Cultural Innovation Award) を受賞した。
また、日本国内においても「プレイステーションアワード2017」において「インディーズ＆デベロッパー賞」、「日本ゲーム大賞2018」において「優秀賞」を受賞している。
| \| 日付 \| 賞 \| 部門 \| 候補 \| 結果 \| 出典 \| \| -------------- \| ----------------------------------------------- \| ---------------------------------------------------- \| ------------------ \| ---------- \| -------- \| \| 2015年10月30日 \| Rock, Paper, Shotgun Game of the Month: October \| ゲーム・オブ・ザ・マンス \| UNDERTALE \| 受賞 \| [72] \| \| 2015年11月27日 \| Global Game Awards 2015 \| ベストインディーゲーム賞 \| UNDERTALE \| 2位 \| [80] \| \| 2015年12月1日 \| Time's Top 10 Video Games \| ベストゲーム賞 \| UNDERTALE \| 9位 \| [81] \| \| 2015年12月3日 \| The Game Awards 2015 \| ベストインディペンゲントゲーム賞 \| UNDERTALE \| ノミネート \| [82] \| \| 2015年12月3日 \| The Game Awards 2015 \| 革新的ゲーム賞 (Games for Change) \| UNDERTALE \| ノミネート \| [82] \| \| 2015年12月3日 \| The Game Awards 2015 \| ベストRPG賞 \| UNDERTALE \| ノミネート \| [82] \| \| 2015年12月4日 \| Vice's Best 20 Video Games of 2015 \| ベストゲーム賞 \| UNDERTALE \| 8位 \| [83] \| \| 2015年12月15日 \| Rock, Paper, Shotgun's Best PC Games of 2015 \| いちばん笑えたPCゲーム \| UNDERTALE \| 受賞 \| [8] \| \| 2015年12月15日 \| Good Game Awards 2015 \| ゲーム・オブ・ザ・イヤー \| UNDERTALE \| ノミネート \| [84] \| \| 2015年12月16日 \| GameFAQs' Best Game Ever \| 歴代ベストゲーム \| UNDERTALE \| 受賞 \| [73] \| \| 2015年12月18日 \| GameSpot Game of the Year \| ゲーム・オブ・ザ・イヤー \| UNDERTALE \| 19位 \| [85] \| \| 2015年12月21日 \| The Jimquisition Game of the Year Awards 2015 \| ゲーム・オブ・ザ・イヤー \| UNDERTALE \| 受賞 \| [70] \| \| 2015年12月22日 \| Destructoid Game of the Year \| ベストPCゲーム賞 \| UNDERTALE \| 受賞 \| [74] \| \| 2015年12月25日 \| The Escapist's Best Games of 2015 \| ベストゲーム賞 \| UNDERTALE \| ノミネート \| [86] \| \| 2015年12月28日 \| Ars Technica best video games of 2015 \| ベストゲーム賞 \| UNDERTALE \| 5位 \| [42] \| \| 2015年12月28日 \| Giant Bomb's 2015 Game of the Year Awards \| ベストサプライズ賞 \| UNDERTALE \| 2位 \| [87] \| \| 2015年12月30日 \| Giant Bomb's 2015 Game of the Year Awards \| 新人賞 \| トビー・フォックス \| 2位 \| [88] \| \| 2016年1月1日 \| Giant Bomb's 2015 Game of the Year Awards \| ゲーム・オブ・ザ・イヤー \| UNDERTALE \| 7位 \| [89] \| \| 2016年1月7日 \| Zero Punctuation Top 5 Games of 2015 \| ゲーム・オブ・ザ・イヤー \| UNDERTALE \| 受賞 \| [71] \| \| 2016年1月12日 \| IGN's Best of 2015 \| PCゲーム・オブ・ザ・イヤー \| UNDERTALE \| 受賞 \| [75] \| \| 2016年1月12日 \| IGN's Best of 2015 \| ストーリー賞 \| UNDERTALE \| 受賞 \| [90] \| \| 2016年2月18日 \| 19th Annual DICE Awards \| ゲーム演出における優れた達成 \| UNDERTALE \| ノミネート \| [91] \| \| 2016年2月18日 \| 19th Annual DICE Awards \| DICEスプライト賞 \| UNDERTALE \| ノミネート \| [91] \| \| 2016年2月18日 \| 19th Annual DICE Awards \| ロールプレイング/MMO RPG部門ゲーム・オブ・ザ・イヤー \| UNDERTALE \| ノミネート \| [91] \| \| 2016年3月16日 \| 2016 ゲーム・デベロッパーズ・チョイス・アワード \| イノベーション賞 \| UNDERTALE \| ノミネート \| [92] \| \| 2016年3月16日 \| 2016 ゲーム・デベロッパーズ・チョイス・アワード \| 新人賞 \| トビー・フォックス \| ノミネート \| [92] \| \| 2016年3月16日 \| 2016 ゲーム・デベロッパーズ・チョイス・アワード \| 物語賞 \| UNDERTALE \| ノミネート \| [92] \| \| 2016年3月16日 \| 2016 Independent Games Festival Awards \| Seumas McNally Grand Prize \| UNDERTALE \| ノミネート \| [93] \| \| 2016年3月16日 \| 2016 Independent Games Festival Awards \| 優秀音響賞 \| UNDERTALE \| ノミネート \| [93] \| \| 2016年3月16日 \| 2016 Independent Games Festival Awards \| 優秀物語賞 \| UNDERTALE \| ノミネート \| [93] \| \| 2016年3月16日 \| 2016 Independent Games Festival Awards \| 観客賞 \| UNDERTALE \| 受賞 \| [76] \| \| 2016年3月19日 \| SXSWゲーム賞 \| ゲーム・オブ・ザ・イヤー \| UNDERTALE \| ノミネート \| [94] \| \| 2016年3月19日 \| SXSWゲーム賞 \| ゲームプレイ優秀賞 \| UNDERTALE \| ノミネート \| [94] \| \| 2016年3月19日 \| SXSWゲーム賞 \| 最も達成度の高かったクラウドファンディングゲーム \| UNDERTALE \| 受賞 \| [77] \| \| 2016年3月19日 \| SXSWゲーム賞 \| 有望な知的財産賞 \| UNDERTALE \| ノミネート \| [94] \| \| 2016年3月19日 \| SXSWゲーム賞 \| マシュー・クランプ文化イノベーション賞 \| UNDERTALE \| 受賞 \| [77] \| \| 2016年4月7日 \| BAFTA Games Awards \| ストーリー賞 \| UNDERTALE \| ノミネート \| [95][96] \| \| 2017年11月30日 \| プレイステーションアワード2017 \| インディーズ＆デベロッパー賞 \| UNDERTALE \| 受賞 \| [78] \| \| 2018年09月20日 \| 日本ゲーム大賞2018 \| 優秀賞 \| UNDERTALE \| 受賞 \| [79] \| |                                                 |                                                      |                    |            |               |
| 日付 | 賞                                              | 部門                                                 | 候補               | 結果       | 出典          |
| 2015年10月30日 | Rock, Paper, Shotgun Game of the Month: October | ゲーム・オブ・ザ・マンス                             | UNDERTALE          | 受賞       | [ 72 ]        |
| 2015年11月27日 | Global Game Awards 2015                         | ベストインディーゲーム賞                             | UNDERTALE          | 2位        | [ 80 ]        |
| 2015年12月1日 | Time's Top 10 Video Games                       | ベストゲーム賞                                       | UNDERTALE          | 9位        | [ 81 ]        |
| 2015年12月3日 | The Game Awards 2015                            | ベストインディペンゲントゲーム賞                     | UNDERTALE          | ノミネート | [ 82 ]        |
| 2015年12月3日 | The Game Awards 2015                            | 革新的ゲーム賞 (Games for Change)                    | UNDERTALE          | ノミネート | [ 82 ]        |
| 2015年12月3日 | The Game Awards 2015                            | ベストRPG賞                                          | UNDERTALE          | ノミネート | [ 82 ]        |
| 2015年12月4日 | Vice's Best 20 Video Games of 2015              | ベストゲーム賞                                       | UNDERTALE          | 8位        | [ 83 ]        |
| 2015年12月15日 | Rock, Paper, Shotgun's Best PC Games of 2015    | いちばん笑えたPCゲーム                               | UNDERTALE          | 受賞       | [ 8 ]         |
| 2015年12月15日 | Good Game Awards 2015                           | ゲーム・オブ・ザ・イヤー                             | UNDERTALE          | ノミネート | [ 84 ]        |
| 2015年12月16日 | GameFAQs' Best Game Ever                        | 歴代ベストゲーム                                     | UNDERTALE          | 受賞       | [ 73 ]        |
| 2015年12月18日 | GameSpot Game of the Year                       | ゲーム・オブ・ザ・イヤー                             | UNDERTALE          | 19位       | [ 85 ]        |
| 2015年12月21日 | The Jimquisition Game of the Year Awards 2015   | ゲーム・オブ・ザ・イヤー                             | UNDERTALE          | 受賞       | [ 70 ]        |
| 2015年12月22日 | Destructoid Game of the Year                    | ベストPCゲーム賞                                     | UNDERTALE          | 受賞       | [ 74 ]        |
| 2015年12月25日 | The Escapist's Best Games of 2015               | ベストゲーム賞                                       | UNDERTALE          | ノミネート | [ 86 ]        |
| 2015年12月28日 | Ars Technica best video games of 2015           | ベストゲーム賞                                       | UNDERTALE          | 5位        | [ 42 ]        |
| 2015年12月28日 | Giant Bomb's 2015 Game of the Year Awards       | ベストサプライズ賞                                   | UNDERTALE          | 2位        | [ 87 ]        |
| 2015年12月30日 | Giant Bomb's 2015 Game of the Year Awards       | 新人賞                                               | トビー・フォックス | 2位        | [ 88 ]        |
| 2016年1月1日 | Giant Bomb's 2015 Game of the Year Awards       | ゲーム・オブ・ザ・イヤー                             | UNDERTALE          | 7位        | [ 89 ]        |
| 2016年1月7日 | Zero Punctuation Top 5 Games of 2015            | ゲーム・オブ・ザ・イヤー                             | UNDERTALE          | 受賞       | [ 71 ]        |
| 2016年1月12日 | IGN's Best of 2015                              | PCゲーム・オブ・ザ・イヤー                           | UNDERTALE          | 受賞       | [ 75 ]        |
| 2016年1月12日 | IGN's Best of 2015                              | ストーリー賞                                         | UNDERTALE          | 受賞       | [ 90 ]        |
| 2016年2月18日 | 19th Annual DICE Awards                         | ゲーム演出における優れた達成                         | UNDERTALE          | ノミネート | [ 91 ]        |
| 2016年2月18日 | 19th Annual DICE Awards                         | DICEスプライト賞                                     | UNDERTALE          | ノミネート | [ 91 ]        |
| 2016年2月18日 | 19th Annual DICE Awards                         | ロールプレイング/MMO RPG部門ゲーム・オブ・ザ・イヤー | UNDERTALE          | ノミネート | [ 91 ]        |
| 2016年3月16日 | 2016 ゲーム・デベロッパーズ・チョイス・アワード | イノベーション賞                                     | UNDERTALE          | ノミネート | [ 92 ]        |
| 2016年3月16日 | 2016 ゲーム・デベロッパーズ・チョイス・アワード | 新人賞                                               | トビー・フォックス | ノミネート | [ 92 ]        |
| 2016年3月16日 | 2016 ゲーム・デベロッパーズ・チョイス・アワード | 物語賞                                               | UNDERTALE          | ノミネート | [ 92 ]        |
| 2016年3月16日 | 2016 Independent Games Festival Awards          | Seumas McNally Grand Prize                           | UNDERTALE          | ノミネート | [ 93 ]        |
| 2016年3月16日 | 2016 Independent Games Festival Awards          | 優秀音響賞                                           | UNDERTALE          | ノミネート | [ 93 ]        |
| 2016年3月16日 | 2016 Independent Games Festival Awards          | 優秀物語賞                                           | UNDERTALE          | ノミネート | [ 93 ]        |
| 2016年3月16日 | 2016 Independent Games Festival Awards          | 観客賞                                               | UNDERTALE          | 受賞       | [ 76 ]        |
| 2016年3月19日 | SXSWゲーム賞                                    | ゲーム・オブ・ザ・イヤー                             | UNDERTALE          | ノミネート | [ 94 ]        |
| 2016年3月19日 | SXSWゲーム賞                                    | ゲームプレイ優秀賞                                   | UNDERTALE          | ノミネート | [ 94 ]        |
| 2016年3月19日 | SXSWゲーム賞                                    | 最も達成度の高かったクラウドファンディングゲーム     | UNDERTALE          | 受賞       | [ 77 ]        |
| 2016年3月19日 | SXSWゲーム賞                                    | 有望な知的財産賞                                     | UNDERTALE          | ノミネート | [ 94 ]        |
| 2016年3月19日 | SXSWゲーム賞                                    | マシュー・クランプ文化イノベーション賞               | UNDERTALE          | 受賞       | [ 77 ]        |
| 2016年4月7日 | BAFTA Games Awards                              | ストーリー賞                                         | UNDERTALE          | ノミネート | [ 95 ] [ 96 ] |
| 2017年11月30日 | プレイステーションアワード2017                  | インディーズ＆デベロッパー賞                         | UNDERTALE          | 受賞       | [ 78 ]        |
| 2018年09月20日 | 日本ゲーム大賞2018                              | 優秀賞                                               | UNDERTALE          | 受賞       | [ 79 ]        |